# Иаков (Вечерков)
Архиепископ Иаков (в миру Иосиф Иванович Вечерков; 4 [15] апреля 1792, слобода Серебрянки, Курская губерния — 20 мая [1 июня] 1850, Санкт-Петербург) — епископ Русской православной церкви, архиепископ Нижегородский и Арзамасский.

## Биография
Родился 4 апреля 1792 года в семье диакона слободы Серебрянки Новооскольского уезда (ныне — в Новооскольском районе Белгородской области).
Поступив в Белгородскую духовную семинарию в возрасте двенадцати лет, Иосиф учился в ней в течение десяти лет, будучи одним из лучших учеников. По окончании семинарского курса, в 1814 году, определён учителем той же семинарии, а в 1816 году для продолжения образования поступил в Санкт-Петербургскую духовную академию.
В 1819 году возведен на степень старшего кандидата, с правом получения степени магистра.
22 августа 1819 года в Александро-Невской Лавре Иосиф был пострижен в монашество, с наречением имени Иаков. На следующий день рукоположён в сан иеродиакона, а 24 августа — в сан иеромонаха.
Решением Святейшего Синода 10 сентября того же года назначен учителем и одновременно инспектором в Орловскую духовную семинарию, находившуюся в городе Севске. Затем следует назначение его ректором Севского духовного училища.
В апреле 1821 года Иаков поставлен присутствующим Севского духовного правления, а 23 сентября получил степень магистра.
20 августа 1823 года Иаков назначен ректором Екатеринославской духовной семинарии, член духовной консистории, профессор богословских наук.
В октябре 1827 года он определен настоятелем второклассного Григорьевского Бизюкова монастыря, а 1 ноября того же года произведён в архимандрита.
26 января 1829 года сопричислен к ордену св. Анны 2-й степени.
27 марта 1832 года хиротонисан в епископа Саратовского и Царицынского.
Здесь он мерами кротости и убеждения обратил в православие до тысячи евреев, столько же калмыков и более двадцати тысяч раскольников. Объезжая свою епархию с миссионерской целью, он собрал подробнейшие сведения о раскольниках, хлыстах, молоканах и других сектах, которые изложил в обширных «Записках», до настоящего времени служащими одним из первоисточников для изучения упомянутых сект (в выдержках эти записки были напечатаны в «Православном Собеседнике» за 1857 и 1858). Заботился Преосвященный и об образовании, открыв три духовных училища — в городах Вольске, Николаеве и Балашове. При непосредственном попечительстве Преосвященного построен был величественный архиерейский дом с крестовой церковью, а по всей епархии за время его управления отстроено 94 храма.
13 января 1847 года перемещён в Нижегородскую епархию, где, по указу Священного Синода, с 24 мая того же года предоставлен ему в управление первоклассный Нижегородский Печерский монастырь.
Найденные им древние исторические акты (более двух тысяч столбцов) были отправлены в археографическую комиссию и частично напечатаны (в «Нижегородском сборнике» т. VI). Им была собрана обширная коллекция монет, восточных и западных (в библиотеке Нижегородской семинарии).
3 апреля 1849 года возведен в сан архиепископа.
25 ноября того же года, вызван из Нижнего Новгорода в Санкт-Петербург для присутствия в Святейшем Синоде и здесь, 20 мая 1850 года, скончался на 59-м году от рождения.

## Сочинения
Известны его статьи:
- «О состоянии православной церкви в Кипчакской орде»;
- «Исследование о месте Сарая» (статьи эти приписывает ему Н. И. Надеждин; другие приписывают их Саблукову);
- «Путевые записки о г. Петровске» (все три статьи — в «Записках Казанского университета»);
- «Путевые заметки при обзоре церквей Екатеринославской епархии» (в «Херсонских Епархиальных Ведомостях»);
- «Статистический очерк Саратовской епархии»;
- «Описание Нижегородского первоклассного монастыря» (обе последние статьи в рукописях, в библиотеке географического общ.);
- «Церковная археология» (рукоп.).

Его проповеди были опубликованы в 1847, 1850 и 1852.